# David Peel (Musiker)

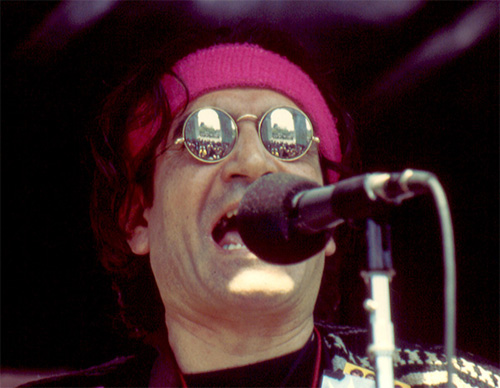
Peel im Washington Square Park, 1994 Pot Parade

David Peel (geb. als David Michael Rosario, * 1. August 1943 in Brooklyn, New York; † 6. April 2017 in Manhattan, New York) war ein US-amerikanischer Straßenmusiker (Gitarre, Gesang) und politischer Aktivist aus dem Stadtviertel Lower East Side in New York City, der seit Ende der 1960er Jahre seine Aufnahmen auf eigenen Musikalben veröffentlichte.

## Leben und Werk
David Peel kam in den frühen 1960er Jahren nach New York. Seitdem trat er in Manhattan mit Spontankonzerten und Happenings in der Tradition des Agitprops auf.
Seine ersten beiden Alben auf dem Label Elektra Records fanden Ende der 1960er-Jahre die Aufmerksamkeit von John Lennon, der Peels drittes Album The Pope Smokes Dope (englisch für „Der Papst kifft“) auf dem Beatles-Label Apple Records veröffentlichte. Seit Ende der 1970er Jahre sehen ihn einige Musiker und Kritiker als einen Vater des Punk-Rock. Trotz eigenem Plattenlabel und über zwanzig LP- und CD-Veröffentlichungen gab David Peel Konzerte bevorzugt „umsonst und draußen“. Der Song I’m Proud to Be a New York City Hippie fehlte bei keinem seiner Auftritte. Peel machte auch Filmmusik, u. a. für Rosa von Praunheim.

## Bedeutung und Botschaft
Peel bezeichnete sich selbst als „Überlebenden aus einer Zeit, als politische Anarchisten als Helden galten“ und galt als „einer der besten Untergrund-Straßenrocksänger der Welt“. „Das neue Rock-Lexikon“ von 1990 sah ihn dagegen als „selbsternannten Hinterhof-Narren des Hippie-Ghettos auf der East Side Manhattans“.
Zusammen mit Harold Black, Billy Jo White und Larry Adams bildete er die Gruppe David Peel and The Lower East Side, die bis zuletzt Spontankonzerte in ihrem Viertel gab. Peel vermittelte seine politischen Botschaften: Gegen Bush, gegen Kriege, gegen Umweltzerstörung, gegen die Übernahme der Lower East Side durch die Yuppies und gegen die US-amerikanische Drogenpolitik. Im November des Jahres 2007 gab David Peel zusammen mit seiner Band The Lower East Side im Berliner Haus der Kulturen der Welt ein Konzert.

## Diskografie (Auswahl)
- Have a Marijuana (1968)
- The American Revolution (1970)
- The Pope Smokes Dope (1972)
- Santa Claus – Rooftop Junkie (1974)
- An Evening with David Peel (1976)
- Bring Back the Beatles (1977)
- King of Punk (1978)
- Death to Disco (1980)
- John Lennon for President (1980)
- 1984 (1984)
- Search to Destroy
- John Lennon Forever
- Anarchy in New York City
- The Battle for New York
- War and Anarchy
- Legalize Marijuana
- Long Live the Grateful Dead
- Rock ‘n’ Roll Outlaw
- World War III (1987)